# Pieter van Senus
Pieter François van Senus (Rotterdam, 8 dicembre 1903 – Rotterdam, 23 settembre 1968) è stato un nuotatore e pallanuotista olandese.
Faceva parte della squadra dei Paesi Bassi che ha partecipato ai Giochi di Parigi 1924 e di Amsterdam 1928, questi ultimi disputati assieme al fratello Han.
Ai Giochi di Parigi 1924, ha gareggiato anche nel nuoto, disputando la gara dei 100m dorso.